# Hejrenæs
Hejrenæs er en dansk film fra 1953.
- Manuskript Holger Boëtius og Svend Methling.
- Instruktion Svend Methling.

Blandt de medvirkende kan nævnes:
- John Wittig
- Astrid Villaume
- Karin Nellemose
- Maria Garland
- Lisbeth Movin
- Ib Schønberg
- Johannes Meyer
- Knud Rex
- Bendt Rothe
- Carl Heger
- Peter Poulsen
- Jakob Nielsen